# Дугарь Наталія Павлівна
Дугарь Наталія Павлівна — старший сержант медичної служби Збройних сил України, учасник російсько-української війни.

## Життєпис
2001 року закінчила Полтавське медичне училище, отримала направлення до військового шпиталю.
Виконувала службові обов'язки — у складі лікарсько-сестринської групи, Полтавський військовий госпіталь, медсестра хірургічного відділення.

## Нагороди
21 жовтня 2014 року — за особисту мужність і героїзм, виявлені у захисті державного суверенітету та територіальної цілісності України, вірність військовій присязі під час російсько-української війни, відзначений — нагороджений орденом «За мужність» III ступеня.
Одружена, родина виховує сина.